# Ketlen Vieira
Ketlen Vieira da Silva, född 26 augusti 1991 i Manaus, är en brasiliansk MMA-utövare som sedan 2016 tävlar i organisationen Ultimate Fighting Championship.

## Tävlingsfacit
| Resultat | Facit | Motståndare            | Metod               | Evenemang                           | Datum             | Rond | Tid  | Plats                            | Notering                              |
| -------- | ----- | ---------------------- | ------------------- | ----------------------------------- | ----------------- | ---- | ---- | -------------------------------- | ------------------------------------- |
| Vinst    | 13–2  | Holly Holm             | Domslut (delat)     | UFC Fight Night: Holm vs. Vieira    | 21 maj 2022       | 5    | 5:00 | Las Vegas, Nevada, USA           |                                       |
| Vinst    | 12–2  | Miesha Tate            | Domslut (enhälligt) | UFC Fight Night: Vieira vs. Tate    | 20 november 2021  | 5    | 5:00 | Las Vegas, Nevada, USA           |                                       |
| Förlust  | 11–2  | Jana Kunitskaja        | Domslut (enhälligt) | UFC Fight Night: Blaydes vs. Lewis  | 20 februari 2021  | 3    | 5:00 | Las Vegas, Nevada, USA           | Vieira missade vikten vid invägningen |
| Vinst    | 11–1  | Sijara Eubanks         | Domslut (enhälligt) | UFC 253                             | 27 september 2020 | 3    | 5:00 | Abu Dhabi, Förenade Arabemiraten |                                       |
| Förlust  | 10–1  | Irene Aldana           | KO (slag)           | UFC 245                             | 14 december 2019  | 1    | 4:51 | Las Vegas, Nevada, USA           |                                       |
| Vinst    | 10–0  | Cat Zingano            | Domslut (delat)     | UFC 222                             | 3 mars 2018       | 3    | 5:00 | Las Vegas, Nevada, USA           |                                       |
| Vinst    | 9–0   | Sara McMann            | Submission          | UFC 215                             | 9 september 2017  | 2    | 4:16 | Edmonton, Alberta, Kanada        |                                       |
| Vinst    | 8–0   | Ashlee Evans-Smith     | Domslut (enhälligt) | UFC on Fox: Johnson vs. Reis        | 15 april 2017     | 3    | 5:00 | Kansas City, Missouri, USA       |                                       |
| Vinst    | 7–0   | Kelly Faszholz         | Domslut (delat)     | UFC Fight Night: Lineker vs. Dodson | 1 oktober 2016    | 3    | 5:00 | Portland, Oregon, USA            |                                       |
| Vinst    | 6–0   | Estefani Almeida       | Domslut (enhälligt) | Big Way Fight Night 9               | 20 februari 2016  | 3    | 5:00 | Manaus, Brasilien                | Bantamviktsmästare Big Way.           |
| Vinst    | 5–0   | Jessica Maciel         | TKO (slag)          | Mr. Cage 20                         | 17 december 2015  | 1    | 3:20 | Manaus, Brasilien                | Försvarade bantamviktstiteln Mr. Cage |
| Vinst    | 4–0   | Laet Ferreira          | Submission          | Big Way Fight Night 1               | 12 september 2015 | 1    | 2:22 | Manaus, Brasilien                |                                       |
| Vinst    | 3–0   | Monique Bastos         | Submission          | Mr. Cage 16                         | 12 mars 2015      | 1    | 4:07 | Manaus, Brasilien                | Försvarade bantamviktstiteln Mr. Cage |
| Vinst    | 2–0   | Kenya Miranda da Silva | Submission          | Mr. Cage 14                         | 13 november 2014  | 2    | N/A  | Manaus, Brasilien                | Bantamviktsmästare Mr. Cage           |
| Vinst    | 1–0   | Juliana Leite          | TKO (slag)          | Circuito de Lutas: Fight Night 4    | 2 oktober 2014    | 2    | 1:36 | São Paulo, Brasilien             |                                       |